# Nanthela
Nanthela is een geslacht van spinnen uit de familie Liphistiidae.

## Soorten
- Nanthela hongkong (Song & Wu, 1997)
- Nanthela tonkinensis (Bristowe, 1933)